# Kadathippenahalli, Dod Ballapur
Kadathippenahalli là một làng thuộc tehsil Dod Ballapur, huyện Bangalore Rural, bang Karnataka, Ấn Độ.